# Tschagguns
Tschagguns è un comune austriaco di 2 189 abitanti nel distretto di Bludenz, nel Vorarlberg. Stazione sciistica specializzata nello sci nordico e attrezzata con i trampolini del Montafoner Schanzenzentrum, ha ospitato tra l'altro prove di combinata nordica, hockey su ghiaccio e salto con gli sci del XII Festival olimpico invernale della gioventù europea e i Campionati austriaci di sci alpino 1947.